# Gasherbrum IV
Pour les articles homonymes, voir K3.
Le Gasherbrum IV (en ourdou : گاشر برم -4 ; chinois simplifié : 加舒尔布鲁木IV峰 ; chinois traditionnel : 加舒爾布魯木IV峰 ; pinyin : Jiāshūěrbùlǔmù IV Fēng), anciennement K3, est le dix-septième plus haut sommet du monde. Appartenant au massif du Gasherbrum, il est situé à la frontière de la Chine et du Pakistan dans la chaîne du Karakoram.

## Ascensions

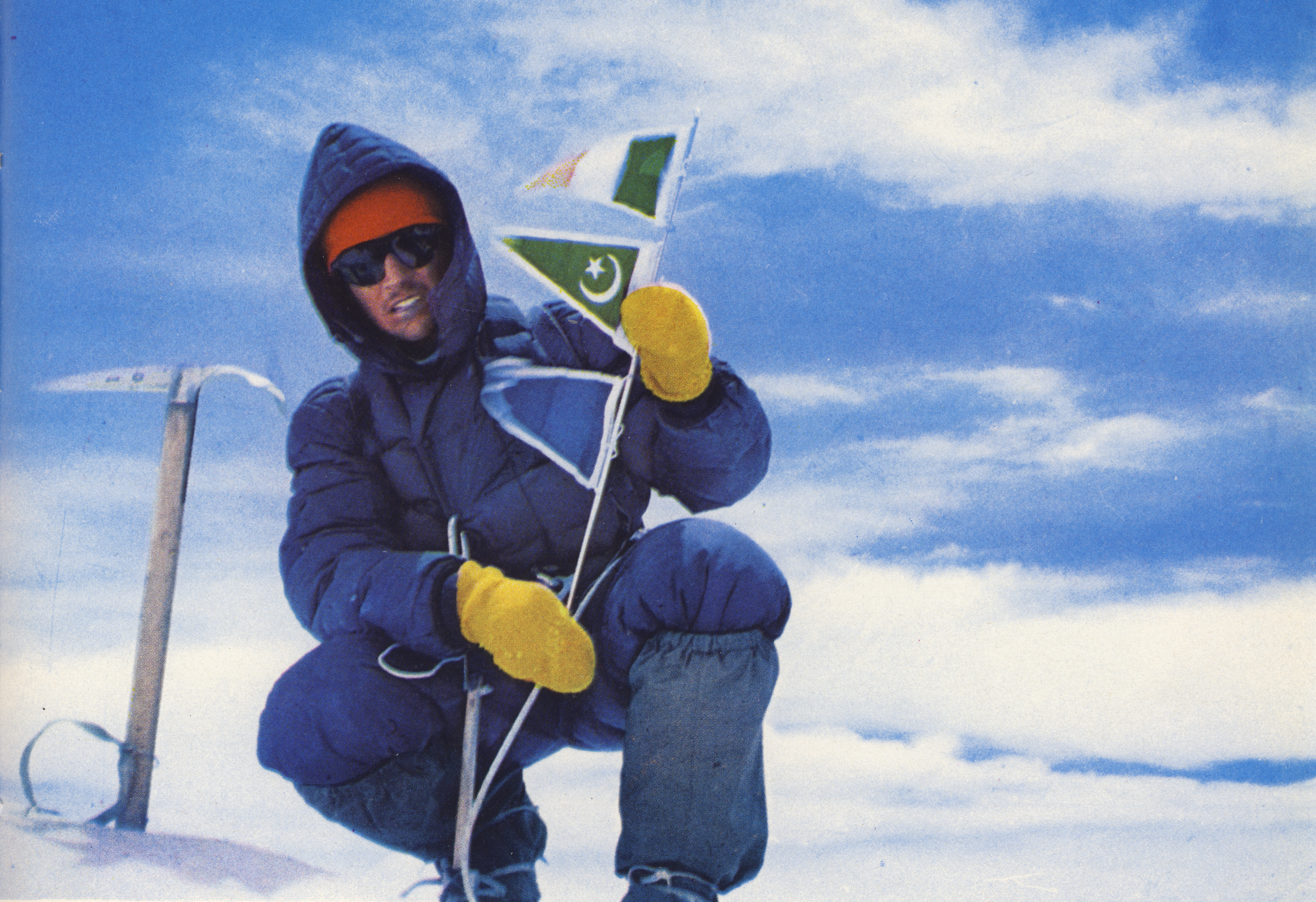
Photographie de Walter Bonatti au sommet du Gasherbrum IV lors de la première ascension, en 1958.

- 1958 - Première ascension par une expédition italienne dirigée par Riccardo Cassin des alpinistes Walter Bonatti et Carlo Mauri sur l'arête nord-est[2].
- 1985 - Première ascension de la face ouest par Robert Schauer et Wojciech Kurtyka, en style alpin[3]. Cependant, le mauvais temps et la fatigue les contraignent à s'arrêter au sommet nord, manquant le vrai sommet[2].
- 1986 - Première ascension par l'arête nord-ouest réalisée par Greg Child, Tim Macartney-Snape et Tom Hargis. Il s'agit de la deuxième ascension du sommet du Gasherbrum IV[2],[4].
- 1997 - Première ascension de l'éperon central de la face ouest par une équipe coréenne. Le sac avec les photos a été perdu pendant la descente ce qui rend cette ascension controversée[5]. Toutefois un cliché pris du bas au téléobjectif montre une trace non loin du sommet[6].
- 1999 - Deuxième ascension par l'arête nord-ouest réalisée Kang Yeon-ryong et Yun Chi-won, appartenant à une expédition sud-coréenne de 13 membres[2].
- 2008 - Troisième ascension par l'arête nord-ouest réalisée par une expédition espagnole composée d'Alberto Iñurrategi, Juan Vallejo, José Carlos Tamayo, Mikel Zabalza et Ferran Latorre[7]. Les membres de l'expédition ne parviennent pas au vrai sommet mais s'arrêtent au niveau d'un sommet secondaire, situé à proximité[8].